# Эрве III (виконт Леона)
Эрве III (IV) (фр. Herve III, брет. Hoarvei III; ум. 1264/1265) — виконт Леона c конца мая 1231.

## Биография
Вероятно, Эрве III (IV) происходил из дома де Леон. 7 июня 1254 года виконтом Леона упоминается виконт Леона Эрве, одолживший герцогу Бретани Жану I. Сам Эрве скончался в 1264 или 1265 году. Его единственным известным сыном был Эрве IV (V), впервые упоминаемый в сентябре 1273 года. Также он имел дочь Эми, которая вышла замуж за сеньора де Динан Ролана III, продавшего в октябре 1276 года приданое своей жены Жану I. После смерти Эрве виконтство было передано его сыну.

## Брак и дети
Жена: Маргарита. Дети:
- Эрве IV (V) (ум. после 7 июня 1298) — виконт Леона с 1264 или 1265
- Эми (ум. после 7 июня 1298); муж — Ролан III де Динан (ум. после 1 мая 1303), сеньор де Динан